# GNU LibreDWG
GNU LibreDWG est une bibliothèque logicielle écrite en C pour la lecture et l'écriture de fichiers au format DWG, avec l'objectif à terme de remplacer les bibliothèques du groupe Open Design Alliance.
GNU LibreDWG est maintenu pour le projet GNU par Rodrigo Rodrigues da Silva et Felipe Correa da Silva Sanches.

### Référence externe
- GNU LibreDWG sur GNU Savannah.